# Chassalia euchlora
Chassalia euchlora là một loài thực vật có hoa trong họ Thiến thảo. Loài này được (K.Schum.) Figueiredo mô tả khoa học đầu tiên năm 2005.